# Campeonato Mundial de Esquí Nórdico de 1987
El XXXVII Campeonato Mundial de Esquí Nórdico se celebró en la localidad de Oberstdorf (RFA) entre el 12 y el 21 de febrero de 1987 bajo la organización de la Federación Internacional de Esquí (FIS) y la Federación Alemana de Esquí.

## Esquí de fondo

### Masculino
| Evento                   | Oro                                                                              | Plata                                                                              | Bronce                                                                                   |
| ------------------------ | -------------------------------------------------------------------------------- | ---------------------------------------------------------------------------------- | ---------------------------------------------------------------------------------------- |
| 15 km EC (15.02)         | Marco Albarello · Italia · 43:01,8                                               | Thomas Wassberg · Suecia · 43:08,6                                                 | Mijail Deviatiarov URSS 43:09,6                                                          |
| 30 km EC (12.02)         | Thomas Wassberg · Suecia · 1:24:30,1                                             | Aki Karvonen · Finlandia · 1:26:24,0                                               | Christer Majbäck · Suecia · 1:26:55,0                                                    |
| 50 km EL (21.02)         | Maurilio De Zolt · Italia · 2:11:27,2                                            | Thomas Wassberg · Suecia · 2:11:49,5                                               | Torgny Mogren · Suecia · 2:12:51,1                                                       |
| Relevo 4 × 10 km (17.02) | Suecia · Erik Östlund · Gunde Svan · Thomas Wassberg · Torgny Mogren · 1:38:04,6 | URSS Alexandr Batiuk Vladimir Smirnov Mijail Deviatiarov Vladimir Sajnov 1:38:30,9 | Noruega · Ove Aunli · Vegard Ulvang · Pål Gunnar Mikkelsplass · Terje Langli · 1:38:48,2 |

### Femenino
| Evento                  | Oro                                                                         | Plata                                                                        | Bronce                                                                                           |
| ----------------------- | --------------------------------------------------------------------------- | ---------------------------------------------------------------------------- | ------------------------------------------------------------------------------------------------ |
| 5 km EC (16.02)         | Marjo Matikainen · Finlandia · 14:45,7                                      | Anfisa Reztsova URSS 14:49,3                                                 | Evi Kratzer · Suiza · 14:52,5                                                                    |
| 10 km EC (13.02)        | Anne Jahren · Noruega · 31:49,5                                             | Marjo Matikainen · Finlandia · 31:50,3                                       | Brit Pettersen · Noruega · 32:09,2                                                               |
| 20 km EL (20.02)        | Marie-Helene Östlund · Suecia · 1:57:20,5                                   | Anfisa Reztsova URSS 1:57:47,6                                               | Larisa Ptitsyna URSS 1:58:28,7                                                                   |
| Relevo 4 × 5 km (17.02) | URSS Antonina Ordina Nina Gavryliuk Larisa Ptitsyna Anfisa Reztsova 58:08,8 | Noruega · Marianne Dahlmo · Nina Skeime · Anne Jahren · Anette Bøe · 58:46,1 | Suecia · Magdalena Wallin · Karin Lamberg-Skog · Annika Dahlman · Marie-Helene Östlund · 59:41,0 |

## Salto en esquí
| Evento                              | Oro                                                                                   | Plata                                                                                            | Bronce                                                                                   |
| ----------------------------------- | ------------------------------------------------------------------------------------- | ------------------------------------------------------------------------------------------------ | ---------------------------------------------------------------------------------------- |
| Trampolín normal individual (11.02) | Jiří Parma Checoslovaquia 224,4 pts.                                                  | Matti Nykänen · Finlandia · 216,5 pts.                                                           | Vegard Opaas · Noruega · 215,8 pts.                                                      |
| Trampolín grande individual (11.02) | Andreas Felder · Austria · 216,0                                                      | Vegard Opaas · Noruega · 208,3                                                                   | Ernst Vettori · Austria · 207,0                                                          |
| Trampolín grande por equipo (12.02) | Finlandia · Matti Nykänen · Ari-Pekka Nikkola · Tuomo Ylipulli · Pekka Suorsa · 634,1 | Noruega · Ole Christian Eidhammer · Hroar Stjernen · Ole Gunnar Fidjestøl · Vegard Opaas · 598,0 | Austria · Ernst Vettori · Richard Schallert · Franz Neuländtner · Andreas Felder · 587,5 |

## Combinada nórdica
| Evento                            | Oro                                                        | Plata                                                                         | Bronce                                                        |
| --------------------------------- | ---------------------------------------------------------- | ----------------------------------------------------------------------------- | ------------------------------------------------------------- |
| TN + 15 km individual (13.02)     | Torbjørn Løkken · Noruega · 423,80                         | Trond-Arne Bredesen · Noruega · 422,48                                        | Hermann Weinbuch RFA 421,44                                   |
| TN + 3 × 10 km por equipo (14.02) | RFA Hermann Weinbuch Hans-Peter Pohl Thomas Müller 1262,94 | Noruega · Hallstein Bøgseth · Trond-Arne Bredesen · Torbjørn Løkken · 1244,98 | URSS Serguei Cherviakov Andrei Dundukov Allar Levandi 1236,70 |

## Medallero
| Núm. | País           | Oro | Plata | Bronce | Total |
| ---- | -------------- | --- | ----- | ------ | ----- |
| 1    | Suecia         | 3   | 2     | 3      | 8     |
| 2    | Noruega        | 2   | 5     | 3      | 10    |
| 3    | Finlandia      | 2   | 3     | 0      | 5     |
| 4    | Italia         | 2   | 0     | 0      | 2     |
| 5    | URSS           | 1   | 3     | 3      | 7     |
| 6    | Austria        | 1   | 0     | 2      | 3     |
| 7    | RFA            | 1   | 0     | 1      | 2     |
| 8    | Checoslovaquia | 1   | 0     | 0      | 1     |
| 9    | Suiza          | 0   | 0     | 1      | 1     |
|      | TOTAL          | 13  | 13    | 13     | 39    |